# پاووووو (شهرستان گنگزنو)
پاووووو (به لهستانی:  Pawłowo) یک روستا در لهستان است که در گمینا چرنگیوو واقع شده‌است. پاووووو ۳۰۰ نفر جمعیت دارد.